# ワークジャム
株式会社ワークジャムは、かつて存在した日本のゲーム制作会社である。

## 概要
携帯アプリ、家庭用ゲーム機向けや携帯ゲーム機向けゲームの制作を行っていたが、2011年11月にソーシャルゲーム事業をコムシードに売却した。
2012年6月に『探偵 神宮寺三郎 復讐の輪舞』の開発（発売元はアークシステムワークス）を最後に公式ホームページを閉鎖し、その後、倒産した。所持していたゲームタイトルの事業権利は一時的にエクスプライズ株式会社に保有され、2016年12月20日にアークシステムワークスに取得された。2023年1月27日に登記が閉鎖された。

## 主な作品
- クロス探偵物語
- 探偵 神宮寺三郎シリーズ
- テレジアシリーズ
- 謎の事件簿シリーズ
- こねこのいえ
- 花子さんがきた!!
- 不思議の森のパン工房
- ゼロヨンチャンプシリーズ　ドリフトチャンプ(企画・開発)